# Crisolles
Crisolles is een gemeente in het Franse departement Oise (regio Hauts-de-France). De plaats maakt deel uit van het arrondissement Compiègne. Crisolles telde op 1 januari 2022 921 inwoners.

## Geografie
De oppervlakte van Crisolles bedroeg op 1 januari 2022 10,54 vierkante kilometer; de bevolkingsdichtheid was toen 87,4 inwoners per km².

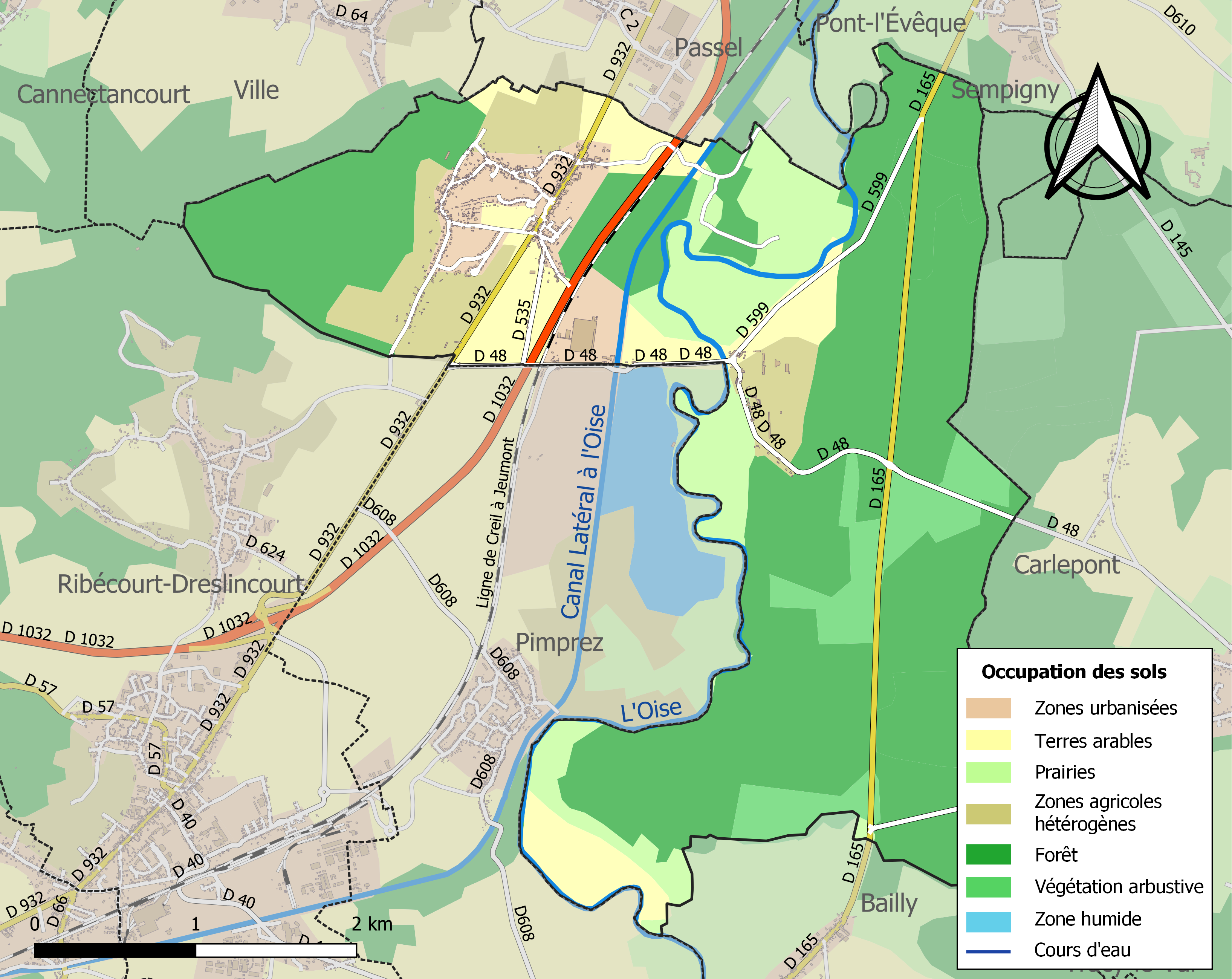
Kaart van de gemeente met belangrijkste infrastructuur, bodemgebruik en omliggende gemeenten

## Demografie
Onderstaande figuur toont het verloop van het inwonertal (bron: INSEE-tellingen).